# Kolcogłowy
Kolcogłowy, cierniogłowy (Acanthocephala) – typ pasożytniczych, robakokształtnych zwierząt bezkręgowych. Cechą charakterystyczną kolcogłowów, od której wywodzi się ich nazwa, jest obecność z przodu ciała ryjka opatrzonego wieńcem haczyków i kolców. Stadia larwalne są pasożytami bezkręgowców, a dorosłe – kręgowców.
Ciało kolcogłowów jest wąskie, długości 1,5–5 mm, wyjątkowo 650 mm u samicy kolcogłowa olbrzymiego (Macracanthorhynchus hirudinaceus), pokryte kutikulą, czyli ektodermalną powłoką ochronną. Występują trzy regiony ciała: ryjek, szyja i tułów. Ryjek może być chowany przy pomocy skurczu mięśni umieszczających go w skórnomięśniowej pochewce. Oprócz haczyków – posiadających ukorzenienie w warstwie mięśniowej – występują również kolce, związane wyłącznie z warstwą ektodermalną.
Kolcogłowom brakuje układu pokarmowego, a układ wydalniczy występuje wyłącznie u przedstawicieli gromady Archiacanthocephala – jest to nieco zmodyfikowany układ protonefrydialny. Układ nerwowy ma postać nieparzystego zwoju mózgowego oraz dwóch pni bocznych. Przedstawiciele tego typu są rozdzielnopłciowi; samce posiadają oprócz standardowego zestawu gruczołów, nasieniowodów itp. również gruczoł cementowy, służący do zaczopowania żeńskiego otworu płciowego po kopulacji.
Inną cechą wyróżniającą kolcogłowy z szeregu podobnych im drobnych bezkręgowców jest obecność przynajmniej jednego żywiciela pośredniego w cyklu rozwojowym; jest nim zwykle jakiś skorupiak lub owad.
Pierwsze stadium larwalne kolcogłowa nosi nazwę akantor, która po wykluciu uzyskuje w ciele żywiciela pośredniego wygląd bardziej podobny do osobnika dorosłego i nosi nazwę akantella (drugie stadium larwalne).

## Systematyka
Kolcogłowy dzieli się na cztery gromady:
- Archiacanthocephala (protonefrydia, kolce ułożone koncentrycznie}
- Eoacanthocephala (brak protonefrydiów, kolce ułożone promieniście, gruczoł cementowy syncytialny – czyli wielojądrowy, powstały ze zlania się licznych komórek)
- Palaeacanthocephala (brak protonefrydiów, kolce ułożone promieniście, gruczoł cementowy niesyncytialny)
- Polyacanthocephala

Kolcogłowy są najbliżej spokrewnione z wrotkami (Rotifera), wraz z którymi tworzą razem monofiletyczną grupę (zwaną na przykład "Syndermata"). Wynika z tego, że kolcogłowy są właściwie podgrupą wrotków.
Dawniej były zaliczane do obleńców.